# Marian Kroh
Marian Józef Kroh (ur. 21 listopada 1882 w Makowie Mazowieckim, zm. wiosną 1940 w Charkowie) – major dyplomowany piechoty Wojska Polskiego, ofiara zbrodni katyńskiej. 

## Życiorys
Syn Władysława i Marii z Raczkowskich. Był absolwentem Odeskiej Szkoły Junkrów Piechoty. Służył w armii rosyjskiej. W czasie I wojny światowej walczył  szeregach  4 Finlandzkiego pułku strzelców (ros. Финляндский 4-й стрелковый полк), w stopniu porucznika. Został ranny. Dostał się do niewoli austriackiej i niemieckiej.
W 1919 został przyjęty do Wojska Polskiego. 19 sierpnia 1920 został zatwierdzony z dniem 1 kwietnia 1920 w stopniu kapitana, w piechocie, w grupie oficerów byłych Korpusów Wschodnich i byłej armii rosyjskiej. Pełnił wówczas służbę w Okręgowej Komendzie Transportów Wojskowych w Wilnie. 1 czerwca 1921 pełnił służbę w dowództwie Dworca Warszawa Gdańska, a jego oddziałem macierzystym był 12 pułk piechoty. 3 maja 1922 został zweryfikowany w stopniu majora ze starszeństwem z dniem 1 czerwca 1919 i 182. lokatą w korpusie oficerów piechoty, a jego oddziałem macierzystym był nadal 12 pp. W latach 1923–1924 był przydzielony do Oddziału IV Sztabu Generalnego na stanowisko kierownika referatu w Służbie Transportowo-Kolejowej. 15 lipca 1924 został odkomenderowany na trzy miesiące do 21 pułku piechoty w celu odbycia ćwiczeń praktycznych. 1 listopada 1924 został przydzielony do Wyższej Szkoły Wojennej w Warszawie, w charakterze słuchacza Kursu Normalnego 1924/26. W marcu 1925 został przeniesiony z korpusu oficerów kolejowych (2 pułk saperów kolejowych) do korpusu oficerów piechoty (13 pułk piechoty) w stopniu majora ze starszeństwem z dniem 1 czerwca 1919 i 216,8 lokatą, z pozostawieniem na dwuletnim kursie w WSWoj., w charakterze słuchacza. 11 października 1926, po ukończeniu kursu został przeniesiony do kadry oficerów saperów kolejowych i przydzielony do Oddziału IV SG. W listopadzie 1927 został przeniesiony do 11 pułku piechoty w Tarnowskich Górach na stanowisko dowódcy III batalionu. Z dniem 30 listopada 1928 został przeniesiony w stan spoczynku. W 1934, jako oficer stanu spoczynku pozostawał w ewidencji Powiatowej Komendy Uzupełnień Warszawa Miasto III. Posiadał przydział do Oficerskiej Kadry Okręgowej Nr I. Był wówczas „przewidziany do użycia w czasie wojny”.
W czasie kampanii wrześniowej, po agresji ZSRR na Polskę, 20 września 1939 dowódca Grupy Obrony Lwowa wyznaczył go na stanowisko szefa sztabu sektora wschodniego. Po kapitulacji załogi Lwowa dostał się do niewoli sowieckiej. Przebywał w obozie w Starobielsku. Wiosną 1940 został zamordowany przez funkcjonariuszy NKWD w Charkowie i pogrzebany potajemnie w bezimiennej mogile zbiorowej w Piatichatkach, gdzie od 17 czerwca 2000 mieści się oficjalnie Cmentarz Ofiar Totalitaryzmu w Charkowie. Figuruje na Liście Starobielskiej NKWD, pod poz. 1747.
5 października 2007 minister obrony narodowej Aleksander Szczygło mianował go pośmiertnie na stopień podpułkownika. Awans został ogłoszony 9 listopada 2007 w Warszawie, w trakcie uroczystości „Katyń Pamiętamy – Uczcijmy Pamięć Bohaterów”.

## Ordery i odznaczenia
- Order Świętego Włodzimierza 4 stopnia z mieczami i kokardą – 23 lipca 1915
- Order Świętej Anny 3 stopnia z mieczami i kokardą – 21 czerwca 1916
- Order Świętego Stanisława 3 stopnia z mieczami i kokardą – 16 kwietnia 1915
- Order Świętej Anny 4 stopnia z napisem „Za odwagę” – 6 stycznia 1916